# Malcolm A. Nobs
Malcolm A. Nobs  (1916 - 1992) fue un botánico estadounidense, y especialista en la familia de Asteraceae.
Desarrolló su carrera científica en el "Dto. de Biología" de la "Carnegie Institution de Washington", en Stanford, California.

## Algunas publicaciones
- Hiesey WH; MA Nobs. 1983. Experimental Studies on the Nature of Species. VI. Interspecific Hybrid Derivatives between Facultatively Apomictic Species of Bluegrasses & their Responses to Contrasting Environments. Systematic Bot. 8 (1): 102-103
- Hiesey WH; MA Nobs. 1982. Experimental Studies on the Nature of Species. VI. Interspecific Hybrid Derivatives Between Facultatively Apomictic Species of Blue Grasses & Their Responses to Contrasting Environments. Carnegie Inst. Washington.
- Hiesey WH, MA Nobs, SO Bjorkman. 1971. Experimental Studies on the Nature of Species. V. Biosystematics, Genetics, & Physiological Ecology of the Erythrante Section of Mimulus. Carnegie Inst. Washington Publ. 628
- Hiesey WH, MA Nobs. 1958. Poa investigations. Carnegie Inst. Washington Yearb. 57:272—78
- Hiesey WH, MA Nobs. 1957. Contrasting tolerance ranges of apomictic species & hybrids of Poa. Carnegie Inst. Washington Yearb. 56:293-95
- Hiesey WH, MA Nobs. 1956. Experimental taxonomy: Studies in Poa, plantings of Achillea & Mimulus. Carnegie Inst. Washington Yearb. 55:236-39
- Hiesey WH, MA Nobs. 1955. Experimental taxonomy: Poa investigations. Carnegie Inst. Washington Yearb. 54:170—175. Diploid, tetrapoloid & hexaploid hybrids of Achillea, Chromosome 182-183
- Hiesey WH, DD Keck, JC Clausen, P Grun, A Nygren, MA Nobs. 1951. Climatic tolerances of Poa species & hybrids. Carnegie Inst. Washington Yearb. 50:105-8
- Grun P, A Nygren, MA Nobs. 1951. Genetics & evolution of Poa. Carnegie Inst. Washington Yearb., 50:109-11
- Hiesey WH, MA Nobs. 1951. Genetics of climatic races & species in Achillea. Carnegie Inst. Washington Yearb.,50:115-17
- Hiesey WH, P Grun, MA Nobs. 1952. Experimental taxonomy: Survey of the range grass program, new Poahybrids. Carnegie Inst. Washington Yearb., 51:107-17
- Hiesey WH, MA Nobs. 1953. Experimental taxonomy: The Poa program. Carnegie Inst. Washington Yearb. 52:169-73
- Hiesey WH, MA Nobs. 1953. Genetic studies on ecological races. Carnegie Inst. Washington Yearb. 52:174-76
- Hiesey WH, MA Nobs. 1954. Experimental taxonomy: The Poa program. Carnegie Inst. Washington Yearb. 53:150-56

### Libros
- Nobs, MA. 1963. Experimental studies on species relationships in Ceanothus. Ed. Carnegie Inst. Washington. Publ. 623. 94 pp.

- La abreviatura «Nobs» se emplea para indicar a Malcolm A. Nobs como autoridad en la descripción y clasificación científica de los vegetales.[1]